# Slezovi
Slezovi ili slezovke (Malvaceae), biljna porodica iz reda Malvales, razreda rosopsida. Porodica je dobila ime po rodu slezova, među kojima se po lekovitosti istiće Althaea officinalis.
Neke vrste u poljoprivredi se smatraju korovom kao Abutilon theophrasti i Modiola caroliniana, dok su druge vrste važni poljoprivredni usevi, to su četiri vrste pamuka, kola-orah, kakao, Abelmoschus esculentus i Hibiscus cannabinus.
Porodici slezovki danas se pripisuju i neke biljke koje su pre imale rang porodica, to su: simalovke ili Bombacaceae, lipovke ili Tiliaceae, i lajničevke ili Sterculiaceae.

## Klasifikacija

### 
- Vernakularni naziv: pamuk

- Vernakularni naziv: kola

## Literatura
- Baum, D. A., R.; Alverson; Nyffeler (1998). „A durian by any other name: taxonomy and nomenclature of the core Malvales”. Harvard Papers in Botany. 3: 315—330.
- Baum, D. A.; Dewitt Smith, S.; Yen, A.; Alverson, W. S.; Nyffeler, R.; Whitlock, B. A.; Oldham, R. L. (2004). „Phylogenetic relationships of Malvatheca (Bombacoideae and Malvoideae; Malvaceae sensu lato) as inferred from plastid DNA sequences”. American Journal of Botany. 91 (11): 1863—1871. PMID 21652333. doi:10.3732/ajb.91.11.1863.
- Bayer, C. (1999). „Support for an expanded family concept of Malvaceae within a recircumscribed order Malvales: a combined analysis of plastidatpB andrbcL DNA sequences”. Botanical Journal of the Linnean Society. 129 (4): 267—303. doi:10.1006/bojl.1998.0226.
- Bayer, C. and K. Kubitzki 2003. Malvaceae, pp. 225–311. In K. Kubitzki (ed.), The Families and Genera of Vascular Plants, vol. 5, Malvales, Capparales and non-betalain Caryophyllales.
- Edlin, H. L. (1935). „A Critical Revision of Certain Taxonomic Groups of the Malvales Part Ii1”. New Phytologist. 34 (2): 122—143. doi:10.1111/j.1469-8137.1935.tb06834.x.
- Judd, W. S.; Manchester, S. R. (1997). „Circumscription of Malvaceae (Malvales) as Determined by a Preliminary Cladistic Analysis of Morphological, Anatomical, Palynological, and Chemical Characters”. Brittonia. 49 (3): 384—405. JSTOR 2807839. doi:10.2307/2807839.
- Maas, P. J. M. and L. Y. Th. Westra. 2005. Neotropical Plant Families (3rd edition).
- Perveen, A.; Grafström, E.; El-Ghazaly†, G. (2004). „World Pollen and Spore Flora 23. Malvaceae Adams. P.p. Subfamilies: Grewioideae, Tilioideae, Brownlowioideae”. Grana. 43 (3): 129. ISSN 0017-3134. doi:10.1080/00173130410000730.
- Tate, J. A., B. B.; Aguilar; Wagstaff; J. C. La Duke; T. A. Bodo Slotta; Simpson (2005). „Phylogenetic relationships within the tribe Malveae (Malvaceae, subfamily Malvoideae) as inferred from ITS sequence data” (PDF). American Journal of Botany. 92 (4): 584—602. PMID 21652437. doi:10.3732/ajb.92.4.584. (abstract online here Архивирано на веб-сајту  (26. јун 2010)).
- Alverson, William S.; Whitlock, Barbara A.; Nyffeler, Reto; Bayer, Clemens; Baum, David A. (1999). „Phylogeny of the core Malvales: evidence from ndhF sequence data”. American Journal of Botany. 86 (10): 1474—1486. JSTOR 2656928. doi:10.2307/2656928.